# Minyer
Minyer (altgriechisch Μινύαι Minyai) war in der Griechischen Mythologie die Bezeichnung eines Bevölkerungsteils des antiken Griechenland, der für die historische Zeit als eigenständiger Stamm nicht mehr bezeugt und auch archäologisch nicht fassbar ist.
Ihr Hauptsiedlungsgebiet lag in der Umgebung des boiotischen Orchomenos, westlich des – heute ausgetrockneten – Kopaïs-Sees. Aus mykenischer Zeit zeugen Sakral- und Profanbauten sowie Keramik von der entwickelten Kultur dieser Region.
In der griechischen Mythologie gilt Minyas als Stammvater der Minyer. Während er als boiotischer Eponym weitgehend unbestritten ist, erscheint die Zuordnung einer Gruppe der Argonauten als Minyer fraglich; jene Helden stammten aus dem thessalischen Iolkos und wurden wohl erst in späteren Genealogien von den Minyaden abgeleitet.
In den Sagen um Herakles heißt es, dass der Held nach seinem Sieg über die Minyer zum Dank vom thebanischen König Kreon dessen Tochter Megara als Braut erhielt. Eine andere Erzählung berichtet, dass den Minyern einst auf ihrer Flucht vor den Thrakern vom attischen König Munychos Schutz gewährt wurde; sie erhielten die Gegend um den athenischen Hafen als Wohnsitz und benannten selbige aus Dank nach ihrem Gönner Munychia. Nicht zuletzt soll der kretische König Minos Heros eines auf ebenjener Insel angesiedelten Zweiges der Minyer gewesen sein. Als solcher verehrte Minos den Stammesgott Poseidon, der ihm nach dem Tode des Karers Asterion die Herrschaft übertrug.
Nach den Minyern benannte der Archäologe Heinrich Schliemann im 19. Jahrhundert die minysche Keramik, da er diese Keramikart in Orchomenos gefunden hatte. Wie sich später herausstellte, ist sie jedoch nicht nur auf Orchomenos oder Böotien beschränkt.